# グィエンタオ
原草（グィエンタオ、國語字：Nguyên Thảo）、本名阮原草（グィエン・グィエンタオ、國語字：Nguyễn Nguyên Thảo、1980年2月20日 - ）は、ベトナムの歌手。

## ディスコグラフィ

### アルバム
- 『小川と草』Suối và cỏ（2006年）

### シングル
- 『水晶の夢』Giấc mơ thủy tinh（2009年）
- 『雨の中で歌うガビチョウ』Họa mi hót trong mưa（2012年）
- 『他の空』Những khung trời khác（2018年）
- 『愛する時』Thời gian để yêu（2019年）